# 슈가제이
슈가제이(본명: 장혜진, 1980년 7월 3일 ~ )는 대한민국의 가수이다.

## 학력
- 경희대학교 아동가족학과(졸업)

## 경력
- 2010년 서울시 하이서울페스티발 한복 미인 선발대회 금상 수상[1][2]

## 음악 활동
- 2011년 4월 14일 《프렌치 키스》[3]
- 2012년 3월 28일 《사랑이 맞아요》[4]